# ساندرا صواف
ساندرا صواف طبيبة مناعة أمريكية باحثة في أمراض المناعة الذاتية، مثل التهاب المفاصل الروماتويدي وداء السكري من النوع الأول والتصلب المتعدد وغيرها.

## سيرة شخصية
حصلت ساندرا جيرولد جونز على درجة البكالوريوس من كلية روتجرز في علم الأحياء وحصلت على درجة الدكتوراه في علم المناعة من جامعة بنسلفانيا.  بعد حصولها على شهادتها، ذهبت صواف للعمل في مختبر إشارات الخلايا في بريستول مايرز سكويب   حيث أكملت زمالة الدكتوراه بعد ذلك. عملت لفترة وجيزة في غلاكسو سميث كلاين قبل أن تعود إلى جامعة بنسلفانيا. غادرت صواف الجامعة وبدأت العمل الاستشاري مع شركات الأدوية والتكنولوجيا الحيوية، على أمل المساعدة في تسريع عملية اكتشافات الأدوية لعلاج أمراض المناعة الذاتية. في عام 2013، فازت بزمالة من تحالف سيدات الأعمال. 

## فهرس
- Gupta، Sudhir؛ Paul، William E.؛ DeFranco، Anthony؛ Perlmutter، Roger (2013). Mechanisms of Lymphocyte Activation and Immune Regulation V: Molecular Basis of Signal Transduction. New York: Springer Science & Business Media. ISBN:978-1-4899-0987-9. مؤرشف من الأصل في 2020-07-11.

## روابط خارجية
- قائمة منشورات WorldCat